# Patrick Schnieder

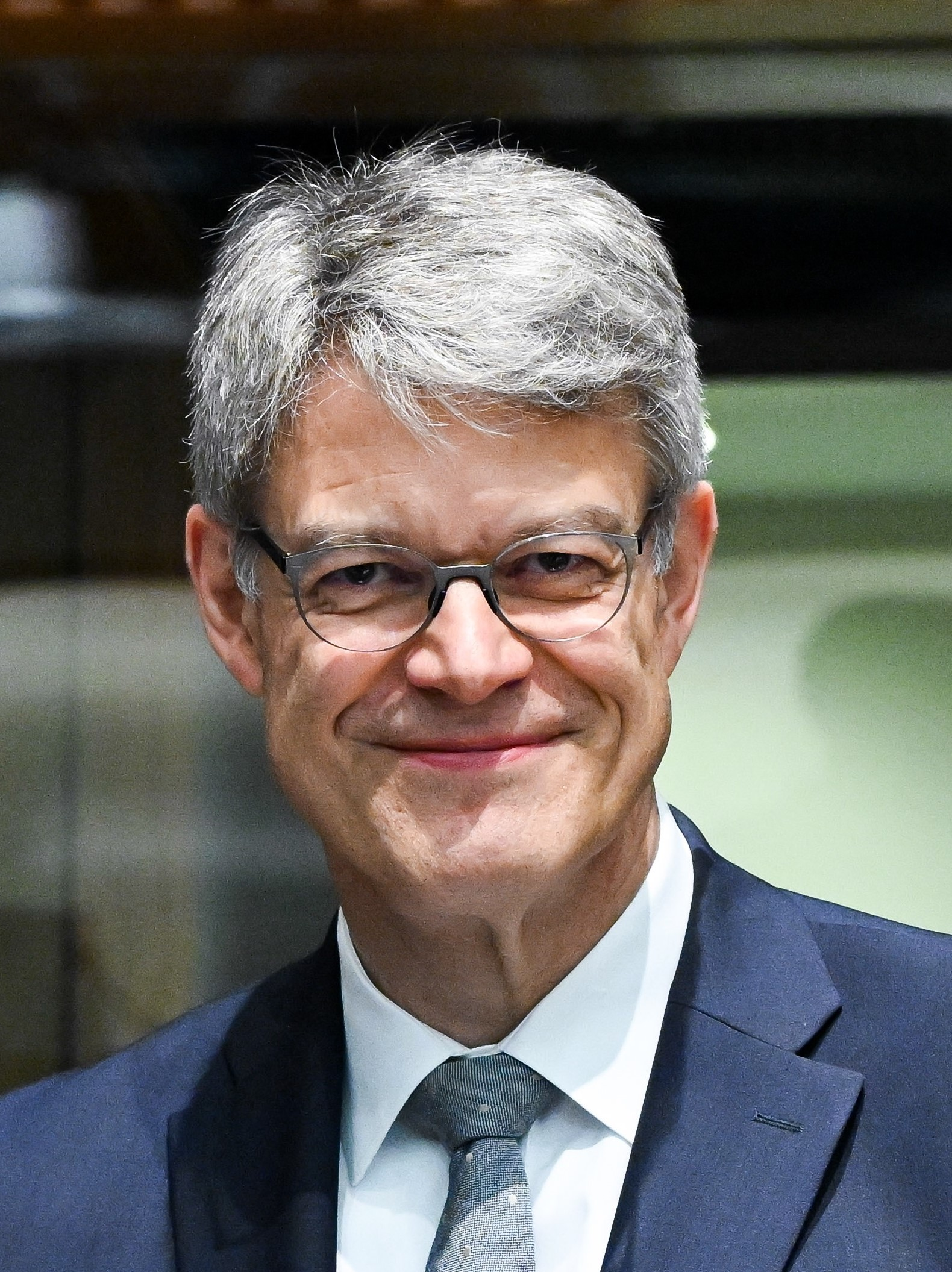
Patrick Schnieder (2025)

Patrick Schnieder (* 1. Mai 1968 in Kyllburg) ist deutscher Politiker (CDU) und Rechtsanwalt. Er ist seit dem 27. Oktober 2009 Mitglied des Deutschen Bundestages und seit dem 6. Mai 2025 Bundesminister für Verkehr im Kabinett Merz.

## Leben

### Ausbildung und Beruf
Gemeinsam mit drei Geschwistern, darunter Gordon Schnieder, ist Patrick Schnieder in Birresborn im Landkreis Vulkaneifel aufgewachsen. Am St. Matthias-Gymnasium in Gerolstein erlangte er 1987 die Allgemeine Hochschulreife. Von 1987 bis 1988 leistete er seinen Grundwehrdienst in der Heinrich-Hertz-Kaserne in Daun. Er hat an der Rheinischen Friedrich-Wilhelms-Universität in Bonn Rechtswissenschaften studiert und ist Mitglied der katholischen Studentenverbindung K.D.St.V. Novesia Bonn im CV. 1995 bis 1997 absolvierte Schnieder das Rechtsreferendariat und wurde 1998 als Rechtsanwalt zugelassen. Bis 1999 arbeitete der Volljurist Schnieder in einer Kanzlei. Schnieder war von 1999 bis 2009 Bürgermeister in der Verbandsgemeinde Arzfeld im Eifelkreis Bitburg-Prüm.

### Parteilaufbahn
Patrick Schnieder trat 1984 in die CDU und die Junge Union ein und engagiert sich seither in der Kommunalpolitik. Nach seinem Kreisvorsitz in der Jungen Union Kreis Daun von 1991 bis 1994 wurde Schnieder zunächst Mitglied im Kreistag Daun (1994 bis 1998) und mit seinem Wechsel nach Arzfeld ab 1999 Mitglied im Kreistag Bitburg-Prüm. In seinem Amt als Bürgermeister der Verbandsgemeinde Arzfeld wurde Schnieder bei seiner Wiederwahl 2006 mit 87 Prozent der Stimmen in seinem Amt bestätigt. Von 2004 bis 2010 war er Vorsitzender der CDU-Fraktion im Kreistag Bitburg-Prüm. Von 2000 bis 2011 war Schnieder zudem Mitglied im Landesvorstand der Kommunalpolitischen Vereinigung der CDU Rheinland-Pfalz (KPV) und von 2003 bis 2011 Bezirksvorsitzender der KPV Trier. Von 2010 bis November 2012 war Schnieder Vorsitzender des CDU-Bezirksverbandes Trier.
Von November 2011 bis März 2018 war er Generalsekretär der CDU Rheinland-Pfalz. Am 19. September 2015 wurde Schnieder auf dem Landesparteitag in Frankenthal mit 98,2 Prozent der Delegiertenstimmen als Generalsekretär wiedergewählt. Er war der Spitzenkandidat der CDU Rheinland-Pfalz für die Bundestagswahl 2017. Bei der Bundestagswahl am 26. September 2021 konnte Schnieder seinen Wahlkreis mit 30,1 Prozent der Stimmen erneut direkt gewinnen.

### Abgeordnetentätigkeit im Deutschen Bundestag
Patrick Schnieder ist seit 2009 direkt gewählter Abgeordneter des Bundestagswahlkreises Bitburg. Er ist ordentliches Mitglied und Obmann des Ausschusses für Wahlprüfung, Immunität und Geschäftsordnung und ordentliches Mitglied im Gemeinsamen Ausschuss sowie im Ältestenrat. Stellvertretendes Mitglied war er in der 20. Legislaturperiode (2021–2025) im Ausschuss für Verkehr und digitale Infrastruktur und im Wahlprüfungsausschuss. Er ist zudem Mitglied in zahlreichen Parlamentariergruppen, darunter in der Arbeitsgruppe Kommunales, des Parlamentskreises Mittelstand, des Stephanuskreises und der Deutsch-Belgisch-Luxemburgischen Parlamentariergruppe (BENELUX), deren Vorsitzender er ist. Von 2017 bis 2025  war Schnieder Vorsitzender der rheinland-pfälzischen Landesgruppe der CDU im Bundestag. Außerdem war er von 2018 bis 2025 einer der Parlamentarischen Geschäftsführer der CDU/CSU-Bundestagsfraktion.

### Bundesminister für Verkehr (seit 2025)
Schnieder wurde am 6. Mai 2025 zum Minister für Verkehr im Kabinett Merz ernannt.

### Ehrenämter
Patrick Schnieder ist Mitglied in zahlreichen Vereinen und Institutionen in seiner Eifelheimat. Die direkte Nachbarschaft im Dreiländereck mit Luxemburg und Belgien veranlasst Schnieder auch zu grenzüberschreitendem Engagement. So war er von 2000 bis 2009 Vorsitzender des Verkehrsvereins Islek im Dreiländereck Deutschland/Belgien/Luxemburg e. V., von 2003 bis 2009 Mitglied im Verwaltungsrat der EuRegio SaarLorLux+ asbl und war von 2002 bis 2012 stellvertretender Vorsitzender im Verein Islek ohne Grenzen EWIV. Zudem engagiert sich Schnieder seit 2001 als Vorsitzender des Ortsvereins Deutsches Rotes Kreuz Arzfeld und seit 2007 als Mitglied im Vorstand des Freundes- und Förderkreises des St. Joseph-Krankenhauses Prüm e. V., dessen Gründungsmitglied er zugleich ist. Schnieder ist auch Mitglied im Verwaltungsrat des luxemburgischen Kulturzentrums CUBE 521 in Marnach. Er engagiert sich im Deutschen Verein vom Heiligen Lande.

## Mitgliedschaften
Parlamentariergruppen: Arbeitsgruppe Kommunales der CDU/CSU-Bundestagsfraktion, Parlamentskreis Mittelstand, Stephanuskreis, Deutsch-Belgisch-Luxemburgische Parlamentariergruppe, Deutsche-Italienische Parlamentariergruppe, Deutsch-Japanische Parlamentariergruppe, Deutsch-Südamerikanische Parlamentariergruppe, Europa-Union Parlamentariergruppe Deutscher Bundestag, die sich für ein föderales Europa und den europäischen Einigungsprozess einsetzt.
Seit 2019 ist Patrick Schnieder Mitglied der Deutsch-Französischen Parlamentarischen Versammlung.

## Privates
Patrick Schnieder ist verheiratet und römisch-katholischer Konfession. Er ist der Bruder des rheinland-pfälzischen Landtagsabgeordneten Gordon Schnieder (CDU).

## Ehrungen und Auszeichnungen
- 2008: Ritter des Ritterordens vom heiligen Grab zu Jerusalem
- 2016: Großoffizier des belgischen Kronenordens